# 하의수도
하의수도(荷衣水道)는 전라남도 신안군 하의면 하의도와 신의면 신의도 사이에 있는 수도이다.

## 해양지명
- 제정 해양지명 : 하의수도[1]
- 대표위치(WGS-84) : 34°35´41.3˝N, 126°03´57.5˝E
- 범위 : 전남 신안군 하의면 하의도와 신의면 신의도 사이 길이 약 14 km , 폭 약 0.5-1km의 수도